# Rua Augusta (Lisboa)

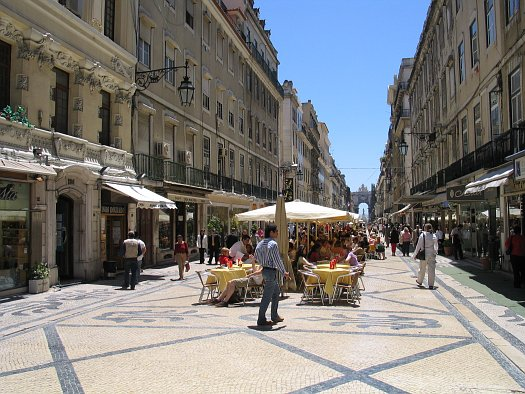
La Rua Augusta sirve de ejemplo de la arquitectura de la Baixa.

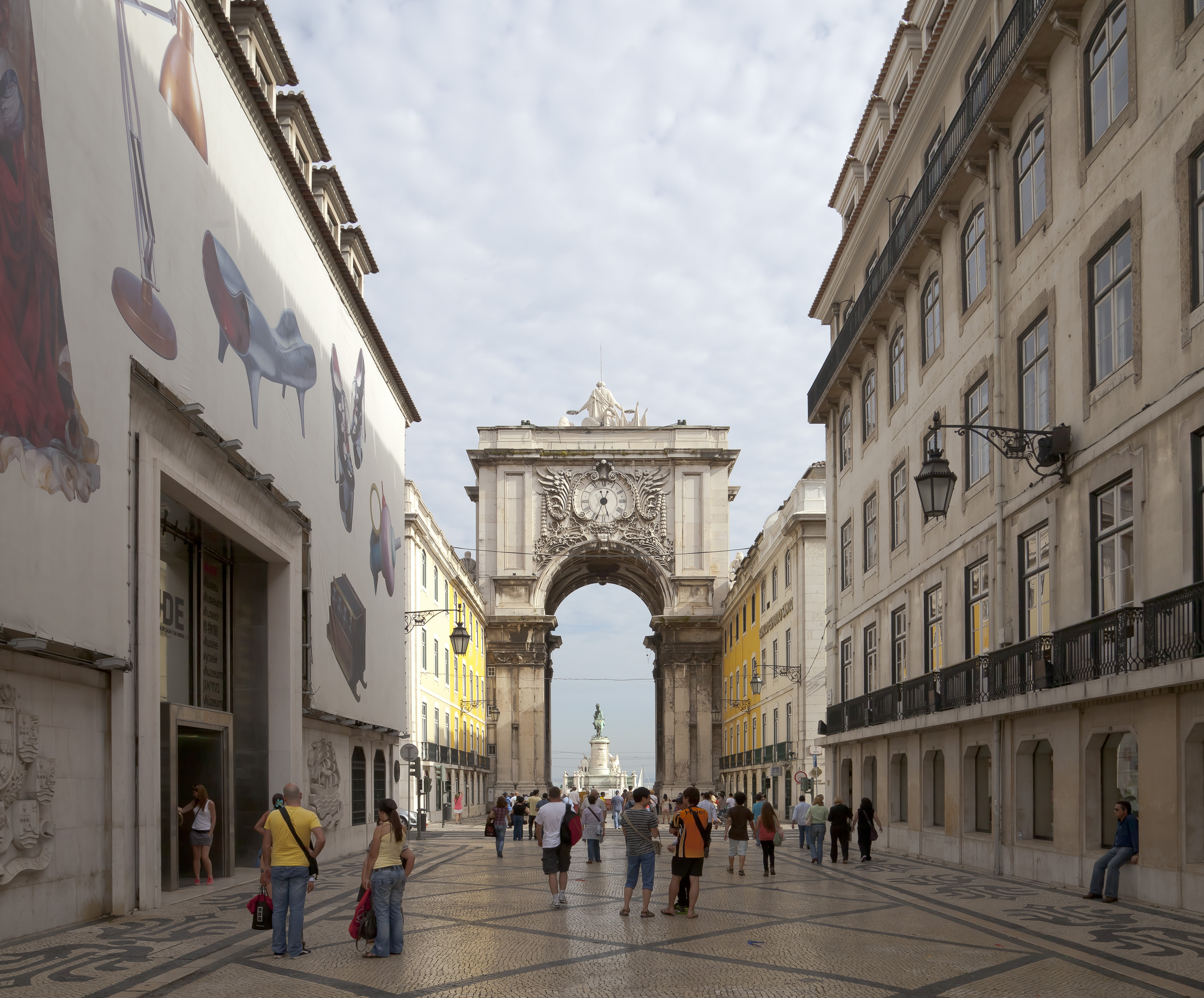
Rua Augusta y Arco Triunfal.

La Rua Augusta es la calle principal del barrio de Baixa en Lisboa, Portugal. Une la Praça do Comércio, a través del Arco Triunfal, a la Praça do Rossio. Es uno de los centros neurálgicos de la ciudad, dónde se encuentran algunas de las principales tiendas. Las calle del Oro y de la Plata son paralelas a esta.